# Abesan
Abesan o Ibsan (in ebraico אבצן; in greco antico Ἀβαισάν; Betlemme di Galilea, ... – Betlemme di Galilea, ...; fl. XII secolo a.C.) è stato uno dei giudici minori d'Israele, il nono dei Giudici biblici, vissuto nel dodicesimo secolo a.C..
Governò dopo Iefte per sette anni. Oriundo di Betlemme di Zabulon, ebbe trenta figli e trenta figlie, tutti accasati.